# Мультилістинг
Мультилістинг (МЛС) (від англ.: multi — багато, list — перелік) — система взаємодії учасників ринку нерухомості, в якій представлені об'єкти на умовах ексклюзивних договорів. Ця система об'єднує бази даних агентств нерухомості в єдиний інформаційний простір. Дана система фіксує розмір грошової компенсації, яку виплачує ріелтор, що отримав ексклюзивний договір з продавцем нерухомості, іншому ріелтору за надання потенційного покупця або за співпрацю в пошуку клієнта.

## Походження
Основний принцип роботи в системі МЛС: «Допоможи продати мені, я допоможу продати тобі» («Help me sell my inventory and I'll help you sell yours»). Це поняття з'явилось наприкінці XVII століття в США. На той час ріелтори зрозуміли що обмін інформацією приносить кращий результат, тому вони почали збиратись і ділитись даними щодо об'єктів. Для того, щоб робота була взаємовигідною, ріелтори домовилися між собою — виплачувати матеріальну компенсацію тим, хто допоможе продати нерухомість. Так з'явилась система мультилістингу.

## Мета і переваги
Основною метою роботи мультилістингової системи є партнерство, відкритість та професіоналізм. Це потрібно для швидкої та ефективної реалізації об'єктів нерухомості.
Переваги роботи в системі МЛС:
- оперативність обміну інформацією;
- відсутність дублювання даних (об'єктів);
- скорочення витрат на рекламу;
- достовірна і ексклюзивна інформація.

## МЛС в світі

### Британія
Шлях до МЛС був довгим, пережив багато змін але ріелторам вдалось домовилися між собою і встановити єдиний формат баз даних для мультилістинга. У Великій Британії діє система INEA (IDX) завдяки чому кожен ріелтор може користуватися доступом до загальної, єдиної бази даних.

### Чехія
Мультилістинг у Чехії працює на базі системи IMMO2 (що означає «immovable square» — у перекладі «незмінна угода»). Цю систему використовує велика кількість європейських ріелторських агентств.

### США
В Сполучених Штатах з'явилась перша і найбільша система мультилістингу. З 11 грудня 2012 сервіс має приблизно 71,000 активних членів, згідно Inman News. Національна асоціація Агентів з продажу нерухомості (NAR) встановила правила, за якими ріелторам дозволено показувати тільки обмежену інформацію про об'єкти на своїх вебсайтах. Вичерпну інформацію щодо об'єктів можна дізнатися тільки на сайті компанії Move Inc., значною часткою в якій володіє сама Національна асоціація Агентів з продажу нерухомості (NAR).

### Канада
У Канаді публічно доступний вебсайт (realtor.ca, раніше mls.ca), який об'єднує багато баз даних мультилістингу, де кожен учасник представлений стисло, а за детальною інформацією система перенаправляє безпосередньо до ріелтора-учасника системи.

### Ізраїль
Сервіс мультилістингу в Ізраїлі діє з 1990 року, але тільки в регіоні Єрусалиму. Ізраїльський Сервіс мультилістинг почав своє офіційне існування в 2013 році і здійснюється компанією «Multiple Listing Service LTD».

## МЛС в Україні
Ріелтори в Україні пройшли великий шлях становлення. На початку 90-х років це була ворожнеча та чорна конкуренція. Ріелтори не бачили в своїх колегах партнерів, тому на ринку нерухомості був повний хаос. З часом люди зрозуміли, що така робота не приносить позитивних результатів, що потрібно докорінно міняти систему. Проаналізувавши досвід закордонних колег, в Україні почали створюватись професійні асоціації та вироблятися єдині стандарти поведінки і кодекс етики.
Спробувавши працювати за системою, більшість побачили, що колективна співпраця приносить значно кращі результати. Саме це стало поштовхом для створення МЛС — єдиного інформаційного простору в Україні. Найбільшими платформами на сьогодні є СПП (система партнерських продажів) — 753 учасники та СЕТ (система ефективної торгівлі) на базі АСНУ (Асоціації спеціалістів з нерухомості України) 2618 ріелторів та 441 агентство.